# Лаврентьєва Олена Хомівна
Олена Хомівна Лаврентьєва (нар. 12 вересня 1937, с. Єрмаківка, Тарський район, Омська область) — українська російськомовна письменниця.
Закінчила історико-філологічний факультет Донецького педагогічного інституту. Працювала вчителем російської мови та літератури, журналістом. Нагороджена медаллю.
Пише російською мовою. Автор поетичних збірок «Эхо», «На лесной тропе», «Не только о себе», «Белый дождь», «Горицвет», «Раздели со мною путь», «Стук в окошко», «Залесье», «Смородина», «Затерянный клад», «Зажженная свеча», повісті «Детский бунт», книжок для дітей «Маленькие истории», «Петушок».
У 2012 році переїхала на постійне місце проживання до доньки у РФ.